# Джон Дрю
Джон Дрю (англ. John Drewe), справжнє ім'я Джон Кокетт (англ. John Cockett), нар. 1948) — британський продавець підроблених творів мистецтва, який найняв художника Джона Маятта для їх створення. Він заробив близько £1,8 мільйона на цих злочинах.

## Ранні роки
Джон Дрю народився в 1948 році в Сассексі, Англія. У 17 років він кинув школу та змінив прізвище на Дрю. Йому вдалося переконати керівників у наявності докторського ступеня з фізики, що дало йому роботу в Британському управлінні атомної енергії. Через два роки він був змушений звільнитися після виявлення брехні. Наступні 15 років про нього не було офіційних записів.
Дрю стверджував, що брав участь у студентських протестах у Парижі у 1968 році, навчався у Німеччині та працював у Великобританії. Проте жоден з університетів не підтвердив його заяв.

## Кар'єра фальсифікатора
У 1985 році Дрю познайомився з Джоном Маяттом, який потребував грошей. Дрю переконав Маятта створювати підробки картин, використовуючи пил і бруд для їх «старіння». Він продавав близько 200 підроблених робіт через аукціонні будинки, отримуючи £1,8 мільйона, тоді як Маятт отримав лише £100,000.
Дрю створював фальшиву історію картин, підробляючи сертифікати автентичності та рахунки про попередні продажі. Він використовував документи загиблих людей та залучав знайомих до фальшивих свідчень. У 1989 році, отримавши доступ до архівів Інституту сучасного мистецтва в Лондоні (ICA), він додавав фальшиві записи в архіви, що ускладнило їх очищення.

## Арешт та суд
У 1995 році Дрю розлучився з Бат-Шевою Гудсмід, яка, знайшовши компрометуючі документи, повідомила поліцію. У вересні того ж року заарештували Маятта, а 16 квітня 1996 року поліція провела обшук у Дрю, знайшовши підроблені документи. Дрю намагався захистити себе, заявляючи про змову, але це не допомогло.
Суд над Дрю та Маяттом розпочався у вересні 1998 року. Дрю намагався захищати себе самостійно, проте не зміг переконати суд. У лютому 1999 року його засудили до шести років ув'язнення за змову з метою шахрайства, підробку, крадіжку та використання фальшивих документів. Він відбув два роки у в'язниці.

## Пізніша злочинна діяльність
У 2012 році Дрю був засуджений за шахрайство з пенсіонеркою на суму £700,000, за що отримав вісім років ув'язнення. Суддя назвав його «найбільш нечесною та підступною людиною», з якою йому доводилося мати справу.